# バロンセスト・スペリア・ナシオナル
バロンセスト・スペリオル・ナシオナル（スペイン語: Baloncesto Superior Nacional, 英語: National Superior Basketball）は、プエルトリコのプロバスケットボールリーグである。
略称「BSN」。1933年設立。

## 2017シーズン参加クラブ
| クラブ名                           | ホームタウン       |
| ---------------------------------- | ------------------ |
| カリドゥーロス・デ・ファハルド     | ファハルド         |
| レオネス・デ・ポンセ               | ポンセ             |
| アトレティコス・デ・サン・ヘルマン | サン・ヘルマン     |
| バケーロス・デ・バヤモン           | バヤモン           |
| サンテロス・デ・アグアダ           | アグアダ           |
| ピラタス・デ・ケブラディージャス   | ケブラディージャス |
| カピタネス・デ・アレシーボ         | アレシーボ         |
| インディオス・デ・マヤグエス       | マヤグエス         |
| ブルホス・デ・グアジャーマ         | グアジャーマ       |
| ガジートス・デ・イサベラ           | イサベラ           |

## 歴代優勝チーム
| シーズン | 優勝                               | 準優勝                             |
| -------- | ---------------------------------- | ---------------------------------- |
| 1998     | カングレヘーロス・デ・サントゥルセ | レオネス・デ・ポンセ               |
| 1999     | カングレヘーロス・デ・サントゥルセ | ピラタス・デ・ケブラディージャス   |
| 2000     | カングレヘーロス・デ・サントゥルセ | ピラタス・デ・ケブラディージャス   |
| 2001     | カングレヘーロス・デ・サントゥルセ | バケーロス・デ・バヤモン           |
| 2002     | レオネス・デ・ポンセ               | バケーロス・デ・バヤモン           |
| 2003     | カングレヘーロス・デ・サントゥルセ | レオネス・デ・ポンセ               |
| 2004     | レオネス・デ・ポンセ               | マラトニスタス・デ・コアーモ       |
| 2005     | カピタネス・デ・アレシーボ         | バケーロス・デ・バヤモン           |
| 2006     | クリオーヨス・デ・カグアス         | カングレヘーロス・デ・サントゥルセ |
| 2007     | カングレヘーロス・デ・サントゥルセ | カピタネス・デ・アレシーボ         |
| 2008     | カピタネス・デ・アレシーボ         | ヒガンテス・デ・カロリーナ         |
| 2009     | バケーロス・デ・バヤモン           | ピラタス・デ・ケブラディージャス   |
| 2010     | カピタネス・デ・アレシーボ         | バケーロス・デ・バヤモン           |
| 2011     | カピタネス・デ・アレシーボ         | ピラタス・デ・ケブラディージャス   |
| 2012     | インディオス・デ・マヤグエス       | カピタネス・デ・アレシーボ         |
| 2013     | ピラタス・デ・ケブラディージャス   | レオネス・デ・ポンセ               |
| 2014     | レオネス・デ・ポンセ               | カピタネス・デ・アレシーボ         |
| 2015     | レオネス・デ・ポンセ               | カピタネス・デ・アレシーボ         |